# Zalakomár, Zala
Zalakomár  este un sat în districtul Nagykanizsa, județul Zala, Ungaria, având o populație de 3.041 de locuitori (2011). 

## Demografie
Componența etnică a satului Zalakomár
     Maghiari (85,04%)
     Romi (13,89%)
     Alții (1,08%)
Componența confesională a satului Zalakomár
     Romano-catolici (79,58%)
     Fără religie (2,3%)
     Necunoscută (17,07%)
     Alte religii (1,38%)
Conform recensământului din 2011, satul Zalakomár avea 3.041 de locuitori. Din punct de vedere etnic, majoritatea locuitorilor (85,04%) erau maghiari, cu o minoritate de romi (13,89%).  Din punct de vedere confesional, majoritatea locuitorilor (79,58%) erau romano-catolici, cu o minoritate de persoane fără religie (2,3%). Pentru 17,07% din locuitori nu este cunoscută apartenența confesională.